# Astragalus coelestis
Astragalus coelestis е вид растение от семейство Бобови (Fabaceae).

## Разпространение
Разпространен е в Армения.